# George Amick
George Amick (24 de outubro de 1924 — 4 de abril de 1959) foi um automobilista norte-americano. 
Ele esteve em três (uma) 500 Milhas de Indianápolis, quando a prova fazia parte do calendário da Fórmula 1 de 1950 até 1960: 1956 (não se qualificou), 1957 (não se qualificou) e 1958. Seu melhor resultado em 500 Milhas de Indianápolis foi o 2º lugar em 1958, marcando 6 pontos.
George Amick, 34 anos, faleceu após uma batida durante as 100 milhas em Daytona Beach, em abril de 1959.